# Holonki (gmina)
Holonki – dawna gmina wiejska istniejąca 1952–1954 w woj. białostockim (dzisiejsze woj. podlaskie). Siedzibą gminy były Holonki.
Gmina została utworzona w dniu 1 lipca 1952 roku w woj. białostockim, w powiecie bielskim, z części gmin Boćki i Brańsk. W dniu powołania gmina składała się z 15 gromad: Burchaty, Holonki, Klichy, Oleksin, Płonowo, Puchały Nowe, Puchały Stare, Sielc, Solniki, Spieszyn, Szmurły, Torule, Widźgowo, Wojtki, Źołodźki.
Gmina została zniesiona 29 września 1954 roku wraz z reformą wprowadzającą gromady w miejsce gmin. Jednostki nie przywrócono 1 stycznia 1973 roku po reaktywowaniu gmin.
Za II RP istniała także gmina Widźgowo, której Holonki były siedzibą.